# Саули Нинисте
Саули Веинеме Нинисте (фин. Sauli Väinämö Niinistö; Сало, 1948) фински je политичар из Странке националне коалиције. Био је на функцији председника Финске од 2012. до 2024. године.
По професији је адвокат, а познат је по томе што је од 1996. године до 2003. године био министар финансија, као и кандидат Странке националне коалиције на председничким изборима 2006. године. Служио је као председник Парламента Финске од 2007. године до 2011. године и био почасни председник Европске народне партије (ЕПП) од 2002. године. Такође је био председник Фудбалског савеза Финске (2009—2012).
Нинисте је био кандидат Странке националне коалиције на председничким изборима 2012. године. Са 37,0% гласова у првом кругу се квалификовао у други круг, где је поразио Пеку Хавистоа из Зелене лиге.
Тада је добио 62,6% гласова насупрот Хавистових 37,4%.